# Aire urbaine de Beauvais
L'aire urbaine de Beauvais est une aire urbaine française centrée sur la ville de Beauvais. Composée de 126 communes, elle comptait 125 095 habitants en 2012.

## Caractéristiques en 1999
D'après la définition qu'en donne l'INSEE, l'aire urbaine de Beauvais est composée de 92 communes, situées dans l'Oise. Ses 100 733 habitants font d'elle la 77e aire urbaine de France.
4 communes de l'aire urbaine sont des pôles urbains.
Le tableau suivant détaille la répartition de l'aire urbaine sur le département (les pourcentages s'entendent en proportion du département) :
| Département | Communes | Communes (%) | Superficie (km²) | Superficie (%) | Population (1999) | Population (%) |
| ----------- | -------- | ------------ | ---------------- | -------------- | ----------------- | -------------- |
| Oise        | 92       | 13,3         | 755,57           | 12,9           | 100 733           | 13,1           |